# Cofradía de la Vera Cruz (Cáceres)
La Ilustre y Real Cofradía de la Santa y Vera Cruz es una hermandad de la Semana Santa de Cáceres, en Extremadura; fundada originalmente en 1470. Su sede canónica se encuentra en el Templo Parroquial de San Mateo. Procesiona el Jueves Santo por la tarde con 5 pasos.

## Historia
La Cofradía de la Santa  y Vera Cruz tiene su origen en el primer tercio del siglo XIV en la Iglesia de San Juan Bautista, nombrándose primitivamente "Cofradía del Santísimo Cristo de la Vera Cruz" o "Cofradía de la Vera-Cruz de los Disciplinantes"
Obtiene los títulos de Ilustre por estar bajo la protección de la familia Ulloa y Real por mandato del Rey Carlos IV al aprobar sus estatutos.
Su primera salida procesional la realiza desde su primitiva sede ubicada en la ermita del Cristo del Humilladero en Jueves Santo, siendo conocida como la Procesión de los Disciplinantes y de la Sangre.Fue la primera y única cofradía de "sangre" y disciplinantes en la ciudad de Cáceres.
La procesión en sus inicios era muy sencilla, estaba encabezada por una cruz con hachones que alumbraban el recorrido inicial, tras ello veinticinco varones perteneciente a los caballeros, hidalgos o ciertos cofrades exentos por sus profesiones, portadores de hacha y con hábito negro, figura que actualmente son hermanos de escolta, escoltaban la procesión de disciplinantes o de sangre.
Le seguirían los disciplinantes, llegaron a ser hasta doscientos varones los cuales con hábito blanco y espalda al descubierto procedían a flagelarse repetidamente. La procesión recorría los principales templo de la ciudad rezando de rodilla ante el Santo Sacramento, iniciaría el recorrido hacia la iglesia de San Mateo, posteriormente hacia la de concatedral de Santa María la Mayor, iglesia de Santiago y acabaría en la Iglesia de San Juan Bautista, una vez finalizado el recorrido el mayordomo tenía preparadas esponjas y toallas para lavar las heridas de los flagelos.
Ya en 1500 se traslada al monasterio de San Francisco el Real donde se fusiona con la Hermandad de la Pasión allí existente.
Con esta fusión la Cofradía realiza nuevos estatutos y ordenanzas por su refundación el 3 de mayo de 1521.
Era considerada la Cofradía Penitencial más antigua de la ciudad de Cáceres, se la consideraba como cofradía mayor y presidía a la de la Soledad, Caridad y Misericordia.
Con el paso de los siglos va adquiriendo imágenes a las que rinde cultos haciendo estación de penitencia con ellas. 
El 11 de octubre de 1835 se clausura el convento de San Francisco, sede de la cofradía hasta ese momento, viéndose la cofradía obligada a cambiar su sede hacia San Mateo por mandato del entonces Obispo Residente  Don Ramón I Montero, Obispo de Coria-Cáceres. 
Allí reside hasta el día de hoy y procesiona cada Jueves Santo como lo hiciera antaño.

## Imaginería de la Hermandad

### Oración en el Huerto
La Oración el Huerto es un grupo procesional de los Talleres Arqués. Fue donado en 1898 por Pilar e Isabel Fernández de Castro, sustituyendo a la imagen que durante siglos poseyó la cofradía, que, tras su paso por el Casar de Cáceres, acabó siendo enterrada, junto con otras imágenes, en Santiago del Campo.

### Beso de Judas
El grupo escultórico original fue tallado en 1931 por el valenciano Vicente Tena (las andas también salieron de su taller),  actualmente el sayón y el romano son tallas de los Talleres Olot (años 80) sustituyendo a los originales tras ser estos vandalizados. El misterio fue adquirido siendo Mayordomo D. Antonio Muriel Espadero. Su verdadero nombre es “El Prendimiento de Cristo”. La figura central está tallada en madera mientras que el resto de las figuras son de pasta del mismo material. 
Este conjunto escultórico no procesionó durante la década de 1970 debido al deterioro y los percances que sufrió la talla, además del alto coste de su restauración. Es en 1977 cuando la hermandad puede sufragar por fin su reparación, que lleva a cabo el escayolista cacereño Luis López Jiménez, aunque no pudo salir dicho año por lluvia. En 1982 se provoca un incendio en los almacenes de la Hermandad, que causa serios daños a las figuras centrales del misterio -Judas y Jesús-, y destroza las figuras secundarias del sayón y del romano.

### La Flagelación
Una imagen del escultor de origen barcelonés Francisco Font y Pons. Fue regalada en 1913 por la marquesa de Camarena, Justa López Montenegro de Carvajal, reemplazando a la imagen de José de Arce regalada por el alférez Francisco Martin Carrasco en 1656, que actualmente procesiona con la Cofradía del Humilladero.

### Cristo de la Salud y Expiración
La imagen del Cristo de la Salud y Expiración es un crucificado anónimo hecho en madera policromada del siglo XVI. Se encuentra sobre un cuadro monumental que representa el calvario en la capilla de los Sandes de la Parroquia de San Mateo. Procesiona con la Cofradía desde 1997.

### Dolorosa de la Cruz

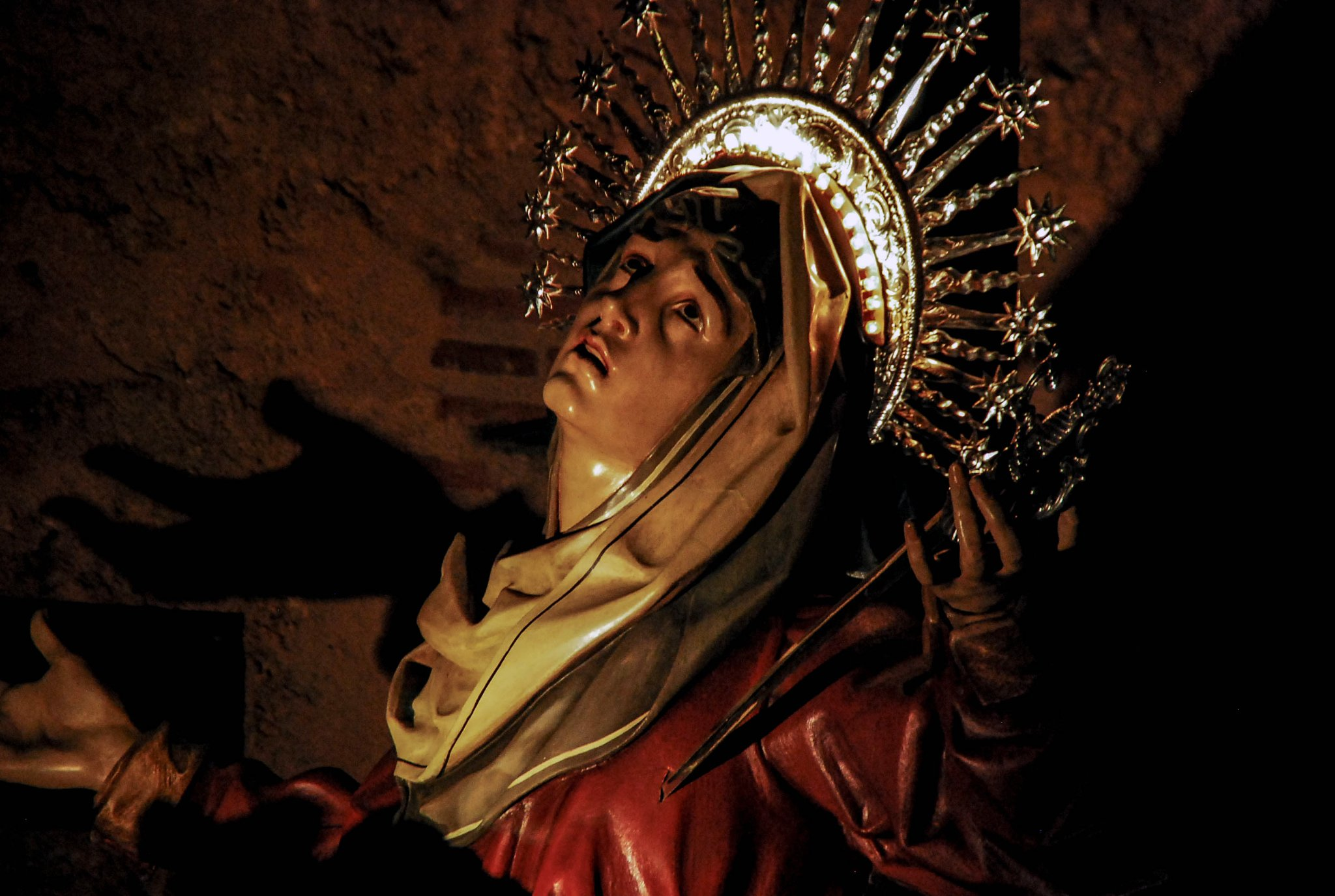
Dolorosa de la Cruz en su paso por Adarves

Réplica de la imagen original de Gregorio Fernández. Es obra de Antonio Vaquero, escultor vallisoletano. Fue traída a Cáceres el 23 de abril de 1953, donada por el reverendo Santiago Gaspar Gil, párroco de San Mateo. El Trono lo costeó la Cofradía. Es de mayor dimensión que la vallisoletana y con características propias. En la ciudad es conocida popularmente como ‘’la Zapatona’’.
Representa a la Virgen María en la iconografía de Stabat Mater Dolorosa, mira al cielo buscando consuelo mientras sus cejas y expresión facial muestran un gran dolor. Una espada atraviesa su corazón representando uno de los siete dolores de María.

## Procesiones
La cofradía realiza su desfile procesional en la tarde-noche del Jueves Santo desde la Iglesia de San Mateo

#### Hábito
Hermanos de escolta: Túnica morada, escapulario blanco con una gran cruz grana, capa y capuchón rojo, y guantes blancos
Hermanos de carga: Túnica morada con el escudo de la Cofradía en la parte izquierda del pecho, cíngulo de color grana y negro, y guantes blancos.

### Procesión de la Santa y Vera Cruz
La cofradía según fue adquiriendo imágenes les rendía culto externo, actualmente la cofradía saca a la calle 5 pasos de los cuales 4 representan pasajes de la Pasión de Cristo desde la Oración en el Huerto hasta la muerte en la Cruz, cierra el desfile la titular mariana de la cofradía la Dolorosa de la Cruz.
La cofradía siempre ha mantenido su itinerario, variando algunas calles en los años 60 y 70, pero por norma general la cofradía ha mantenido un recorrido tradicional donde visita la Ermita de la Soledad y por ende a la Cofradía de la Soledad, pasa por San Juan, Plaza Mayor y pasando el Arco de la Estrella la cofradía procesiona íntegramente en intramuros.
El desfile procesional nos muestra en sus diferentes pasos el sufrimiento de Jesús desde la Oración en el Huerto, su posterior prendimiento con el beso de Judas, la flagelación y por último Jesús muerto en la cruz, finaliza el cortejo la Dolorosa de la Cruz una imagen que representa a María al pie de la cruz traspasando su pecho una espada cumpliendo lo que dice el Santo Evangelio según San Lucas 2, 33-35.
Como curiosidad añadida una vez acabada la procesión, que suele durar 3 horas, los pasos se colocan en la Plaza de San Mateo en orden para escenificar la Pasión de Jesús.

#### Pasos
- Oración en el Huerto
- Beso de Judas (El Prendimiento de Cristo)
- La Flagelación
- Cristo de la Salud y Expiración
- Dolorosa de la Cruz

#### Itinerario
Iglesia de San Mateo, plaza de San Mateo, Ancha, Puerta de Mérida, plaza de Santa Clara, Soledad, Pizarro, Sergio Sánchez, plaza de Doctor Durán, corredera alta de San Juan, Gran Vía, Plaza Mayor, Arco de la Estrella, Adarves del Arco de la Estrella, de Santa Ana, del Padre Rosalío, de la Puerta de Mérida, Ancha, plaza de San Mateo e Iglesia de San Mateo.

#### Acompañamiento musical
- Banda Sinfónica de la Excma. Diputación Provincial de Cáceres tras el paso de la Oración en el Huerto (2024)
- Banda municipal de música de Cáceres en el paso de la Dolorosa de la Cruz

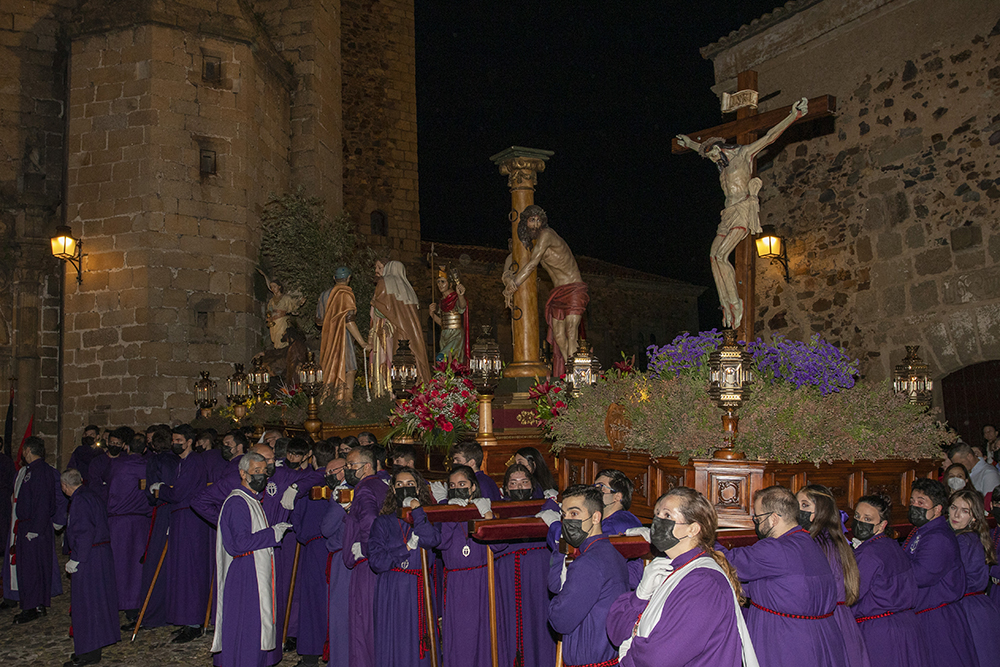
Pasos de la Cofradía de la Santa y Vera Cruz a su llegada a San Mateo, se colocan de esta forma y en orden para escenificar la Pasión de Jesús.

## Celebraciones y cultos
En cuanto a las celebraciones cultuales que organiza la Cofradía destacamos dos de ellos:
- Solemne Quinario en honor a la Dolorosa de la Cruz, se realiza cada año el Lunes de Pasión y es el culto principal a la titular mariana de la cofradía, se reza cada día una oración y luego se procede a leer uno de los "Dolores de la Virgen María" según el día que corresponda, finaliza con una oración a la santísima imagen.[11]
- Triduo a la Santa Cruz - Aniversario de institución de la cofradía, se realiza cada año del 1 al 3 de mayo, siendo el 3 la fiesta principal de la cofradía.[12]